# كارين بوشومين
كارين بوشومين هي أكاديمية كندية، ولدت في 1956 في مونتريال في كندا.